# Aléjate de mi
"Aléjate de Mí" é uma canção do grupo mexicano pop Camila lançado como o segundo single de seu segundo álbum de estúdio, "Dejarte de Amar" lançado oficialmente em 11 de maio de 2010 sob o selo da Sony Music. A canção também é o terceiro single número um do grupo no México.

## Composição e lançamento
A canção foi escrita e produzida por Mario Domm. A canção foi lançada como o último single promocional, antes do lançamento do álbum em 2 de fevereiro de 2010, e mais tarde sendo escolhido como segundo single. O videoclipe da música foi lançado em 12 de maio de 2010, dirigido por Ricardo Calderon, também lançado para venda em 30 de maio de 2010. A canção foi usada como tema principal dos protagonistas Pilar e Gonzalo na série de TV chileno La familia de al lado transmitido pela TVN (Chile) em 2010-2011.

## Outras versões
Em 13 de dezembro de 2011, a cantora brasileira Claudia Leitte apresentou uma versão brasileira da canção com o título de "Afaste-se de mim" na gravação de seu segundo álbum ao vivo e DVD Negalora: Íntimo. No final da canção, Claudia Leitte canta a letra em seu idioma original. A adaptação da canção para o português brasileiro foi feito por Claudia Leitte. A canção foi disponibilizada para download digital no dia do lançamento do álbum em 10 de agosto de 2012.

## Prêmios
| Ano  | Premiação        | Categoria           | Resultado |
| ---- | ---------------- | ------------------- | --------- |
| 2011 | Premios Juventud | Canción Corta-Venas | Venceu    |

## Desempenho nas paradas

### Paradas Musicais
| Parada Musical (2010)               | Melhor posição |
| ----------------------------------- | -------------- |
| México Mexican Singles Chart        | 1              |
| Estados Unidos Hot Latin Songs      | 3              |
| Estados Unidos Latin Tropical Songs | 20             |

### Paradas de fim de ano
| Parada de fim de ano (2010)                  | Posição |
| -------------------------------------------- | ------- |
| Estados Unidos Latin Songs Year End 2010     | 23      |
| Estados Unidos Latin Pop Songs Year End 2010 | 7       |

## Histórico de lançamento
| Region         | Date                   | Format           | Label      |
| -------------- | ---------------------- | ---------------- | ---------- |
| Estados Unidos | 2 de fevereiro de 2010 | download digital | Sony Music |
| México         | 11 de maio de 2010     | download digital | Sony Music |